# 苏琳
苏琳（Su Lin）是一只雌性大熊猫，2005年8月2日在美国圣地亚哥动物园出生，父母分别为高高和白云。它的名字来源于20世纪30年代美国历史上展出的第一只大熊猫苏琳。1936年美国人露丝·哈克纳斯在四川捕捉到这一大熊猫幼仔后将其带回美国，并以当时的向导杨昆廷（Quentin Young）的嫂子楊蘇琳的名字为其命名。2005年，美国网民在圣地亚哥动物园网站上投票选定了此名称，以纪念这段历史。2010年9月苏琳与其姐妹珍珍一同回到四川雅安碧峰峡基地，它也以5岁多的年龄创下了海外出生大熊猫的最晚回国纪录。
2011年7月7日，苏琳在卧龙基地产下一只幼崽，并参与野化培训。2014年8月4日，苏琳在研究中心碧峰峡基地顺利产下一对双胞胎熊猫宝宝。